# Генерал армии (ГДР)
Генерал армии (нем. Armeegeneral) — высшее воинское звание в ННА ГДР (кроме Фольксмарине) в мирное время. В военное время предшествует званию «Маршал ГДР». Соответствует званию «Адмирал флота» в Фольксмарине.
Следовало за званием «Генерал-полковник» и являлось высшим званием для военнослужащих ННА ГДР в мирное время.

## Положение о звании
Звание Генерала армии могло быть присвоено только Министру Национальной обороны ГДР в мирное время (исключение - Эрих Мильке и Фридрих Диккель). Присвоение звания осуществлялось Государственным советом ГДР.

## Знаки различия
Знаки различия выглядят следующим образом: погон длиной 118 мм и шириной 48 мм, состоящий из переплетённых золотого и серебряного шнуров, наложенных на ткань красного цвета, на которые были помещены четыре пятиконечные серебряные звёзды. Также существовал знак различия данного звания для новой полевой формы. Он состоял из прямоугольной нашивки размером 90×60 мм из ткани цвета «штайнграу» для крепления на верхнем рукаве. На этой нашивке были вытканы четыре пятиконечные серебряные звёзды над горизонтальной золотой полосой длиной 20 мм. На фуражке имелась кокарда овальной формы размером 50×30 мм с таким же рисунком, как и нарукавный знак различия.

## Носители звания
| № | Имя             | Портрет | Годы жизни | Дата присвоения звания |
| - | --------------- | ------- | ---------- | ---------------------- |
| 1 | Вилли Штоф      |         | 1914—1999  | 1959                   |
| 2 | Хайнц Гофман    |         | 1910—1985  | 1961                   |
| 3 | Эрих Мильке     |         | 1907—2000  | 1980                   |
| 4 | Фридрих Диккель |         | 1913—1993  | 1984                   |
| 5 | Хайнц Кесслер   |         | 1920—2017  | 1985                   |

## Галерея

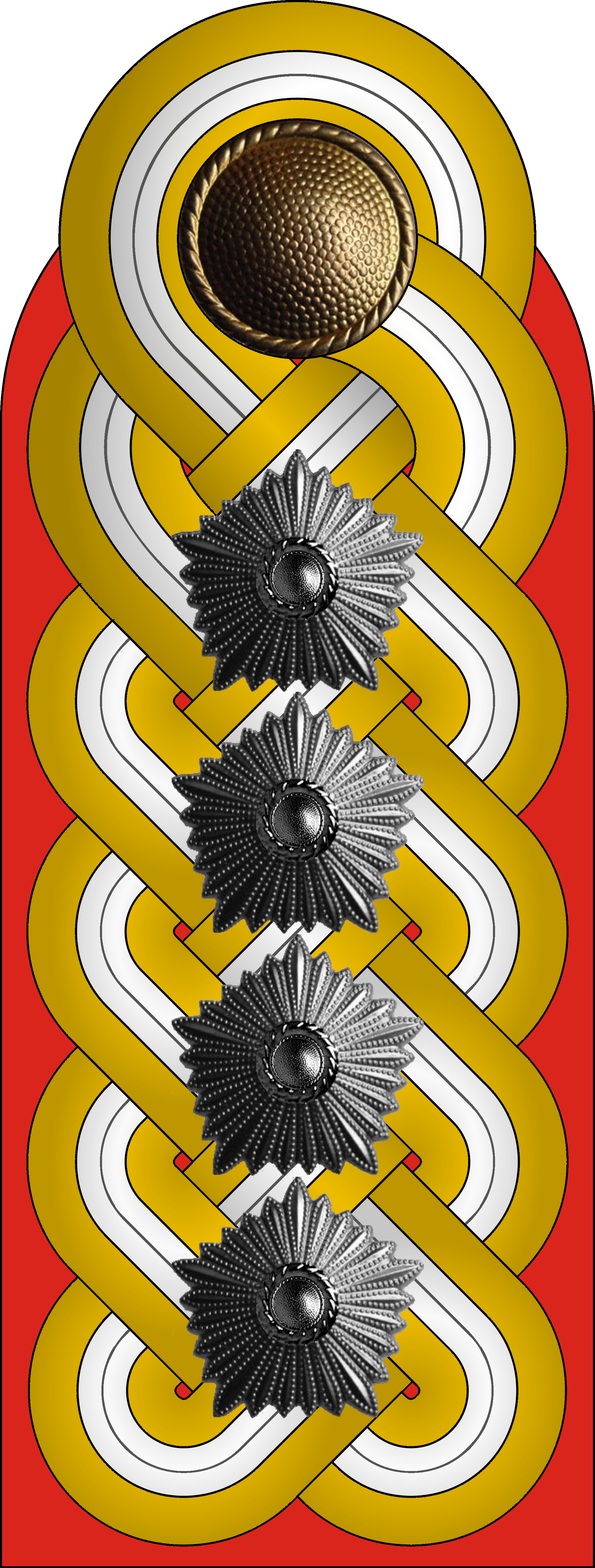
Погон
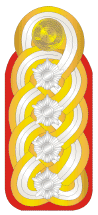
Второй вариант погона
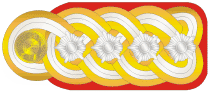
Третий вариант погона
Знаки различия на костюм лётчика ВВС
Петлицы[3]